# Landtag Schwarzburg-Rudolstadt (1919–1923)
Dieser Artikel behandelt den (letzten) Landtag Schwarzburg-Rudolstadt 1919–1923.

## Landtagswahl
Nach der Novemberrevolution wurde mit dem „Wahlgesetz für den Landtag des Freistaates Schwarzburg-Rudolstadt“ vom 8. Dezember 1918 erstmals eine völlig freie und gleiche Wahl durchgeführt. Hierzu gehörte auch die Einführung des Frauenwahlrechts. Die Landtagswahl fand am 16. März 1919 statt. Die SPD erhielt elf Abgeordnete und damit eine absolute Mehrheit. Drei Sitze gingen an die DDP, zwei an die Bürgerliche Liste und einer an die Listenverbindung DNVP/DVP.

## Sitzverteilung
| Partei             | Stimmenanteil in % | Sitze    |
| ------------------ | ------------------ | -------- |
| SPD                | 54,10 %            | 11 Sitze |
| DDP                | 14,73 %            | 3 Sitze  |
| Bund der Landwirte | 13,61 %            | 2 Sitze  |
| DNVP und DVP       | 10,75 %            | 1 Sitz   |

## Abgeordnetenliste
Als Abgeordnete wurden gewählt:
| Name                                   | Partei | Wohnort       | Wahlkreis | Anmerkung |
| -------------------------------------- | ------ | ------------- | --------- | --- |
| Carl Otto Hildebert Apel               | BL     | Horba         | O         | Mandat am 20. April 1922 niedergelegt. Nachfolger Crone |
| Friedrich Robert Crone                 | BL     | Leutenberg    | O         | Ausgeschieden am 31. März 1921 wegen der Verkleinerung der Gebietsvertretung. Am 13. März 1922 als Stellvertreter und am 22. Mai 1922 als Nachfolger von Apel wieder eingetreten |
| Paul Carl Emil Albert Ginnel           | SPD    | Katzhütte     | O         | Ausgeschieden am 31. März 1921 wegen der Verkleinerung der Gebietsvertretung |
| Anton Theodor Louis Rinkhard Gutgesell | SPD    | Schmalenbuche | O         | Ausgeschieden am 31. März 1921 wegen der Verkleinerung der Gebietsvertretung |
| Ernst Emil Hartmann                    | SPD    | Rudolstadt    | O         | |
| Paul Hermann Gustav Hartwig            | SPD    | Ichstedt      | U         | Ausgeschieden am 31. März 1921 wegen der Verkleinerung der Gebietsvertretung |
| Oskar Günther Wilhelm Hertel           | DDP    | Rudolstadt    | O         | |
| Louis Karl Kratz                       | SPD    | Frankenhausen | U         | Ab 27. Februar 1920 als Nachfolger von Winter. Mandat niedergelegt am 26. Mai 1920. Kein Nachrücker, da die Liste erschöpft war.                                                 |
| Christian Eduard Krauße                | SPD    | Rudolstadt    | O         | Mandat am 21. Juni 1919 niedergelegt. Nachrücker war Nummer |
| Paul Landgraf                          | DDP    | Frankenhausen | U         | |
| Karl Friedrich Leder                   | SPD    | Frankenhausen | O         | |
| Hermann Günther Meißner                | DVP    | Stadtilm      | O         | |
| Arno Hugo Otto Müller                  | DDP    | Oberweißbach  | O         | Ausgeschieden am 31. März 1921 wegen der Verkleinerung der Gebietsvertretung |
| Richard Johann Wilhelm Nummer          | SPD    | Schlotheim    | U         | Eingetreten am 18. August 1919 für Kratz. Ausgeschieden am 31. März 1921 wegen der Verkleinerung der Gebietsvertretung.                                                          |
| Ernst Robert Otto                      | SPD    | Rudolstadt    | O         | |
| Wilhelm Alwin Rosenbusch               | SPD    | Cursdorf      | O         | Ausgeschieden am 31. März 1921 wegen der Verkleinerung der Gebietsvertretung. Am 22. Mai 1922 als Nachfolger Krauße wieder eingetreten                                           |
| August Friedrich Wilhelm Rückebeil     | SPD    | Seehausen     | U         | |
| August Albin Albert Scholl             | SPD    | Königsee      | O         | |
| Franz August Wilhelm Winter            | SPD    | Frankenhausen | U         | Verstorben am 13. Februar 1920. Nachfolger Hartwig |

Der Landtag wählte unter Alterspräsident Eduard Krause seinen Vorstand. Landtags-Director (Parlamentspräsident) wurden:
- Franz Winter (6. Mai 1919 bis 13. Februar 1920)
- Robert Crone (13. Februar bis 5. März 1920)
- Friedrich Leder (5. März 1920 bis 24. März 1923)

Als Stellvertreter wurden gewählt:
- Robert Crone (6. Mai 1919 bis 31. März 1920)
- Oskar Hertel (22. September 1921 bis 24. März 1923)

Der Landtag kam zwischen dem 5. Mai 1919 und dem 24. März 1923 zu 23 öffentlichen Plenarsitzungen in einer ordentlichen und vier außerordentlichen Sitzungsperioden zusammen.
Nach der Bildung des Landes Thüringen wurde aus dem Landtag die Gebietsvertretung. 1921 wurde sie verkleinert und 1923 endete ihr Mandat.